# Duván Zapata
Duván Esteban Zapata Banguero (* 1. April 1991 in Cali) ist ein kolumbianischer Fußballspieler, der vorrangig auf der Position des Stürmers eingesetzt wird. Er steht bei Atalanta Bergamo unter Vertrag und ist aktuell an den FC Turin in der italienischen Serie A ausgeliehen.

## Karriere
Zapata begann seine Profikarriere im Jahr 2008 beim kolumbianischen Verein América de Cali, für den er bis zum Jahre 2011 33 Spiele absolvierte. Im Sommer 2011 verpflichtete ihn die Estudiantes. Zur Saison 2013/14 wechselte er zu SSC Neapel in die Serie A. 2015 wurde Zapata innerhalb der ersten Liga für zwei Jahre an Udinese Calcio verliehen.
Im Sommer 2017 folgte eine weitere Leihe zu Sampdoria Genua, an deren Anschluss Zapata im Sommer 2018 fest zu Sampdoria wechselte. Nach seiner Verpflichtung verlieh ihn Sampdoria an Atalanta Bergamo, die ihn anschließend fest verpflichteten. Mit Atalanta qualifizierte er sich 2019 als Tabellendritter für die Champions League.

## Erfolge
América de Cali
- Kolumbianischer Meister: 2008-II

SSC Neapel
- Italienischer Pokalsieger: 2013/14
- Italienischer Superpokalsieger: 2014

Auszeichnungen
- Team des Jahres der Serie A: 2019